# Bierzysko
Bierzysko – zachodnio-środkowa część wsi Nawojowa Góra w Polsce, położona w województwie małopolskim, w powiecie krakowskim, w gminie Krzeszowice.
W latach 1975–1998 Bierzysko administracyjnie należało do województwa krakowskiego.